# Phrurolithus pipensis
Phrurolithus pipensis är en spindelart som beskrevs av Muma 1945. Phrurolithus pipensis ingår i släktet Phrurolithus och familjen flinkspindlar. Inga underarter finns listade i Catalogue of Life.